# Nemoria glaucomarginaria
Nemoria glaucomarginaria là một loài bướm đêm trong họ Geometridae.